# Borgo Tressanti
Borgo Tressanti è una frazione rurale di 500 abitanti appartenente alla città di Cerignola (FG); si trova a circa 20 km a nord-est da quest'ultima, lungo la strada provinciale 75 Foggia-Trinitapoli. Borgo Tressanti dista circa 25 km dal capoluogo Foggia e 18 da Trinitapoli, mentre i centri più vicini sono quelli di Carapelle, Orta Nova ,e Zapponeta.
L'economia della borgata è basata sulla produzione e trasformazione di prodotti agricoli come carciofi, pomodori, e altri ortaggi. Ultimamente anche frutta come pesche e albicocche come nel resto della Capitanata.

## Storia
Il nome della frazione deriverebbe dal toponimo di uno dei primi insediamenti rurali presenti nel nord della Puglia al tempo dei 'Catapani', in epoca bizantina.
È presumibile pensare che la zona possa essere stata in passato non interamente paludosa, in quanto sorgeva nei pressi dell'antica strada Foggia-Salapia (corrispondente all'odierna Trinitapoli), percorsa da Annibale in alternativa al sentiero presidiato dalla città romana di Herdonia (Ordona) nelle sue scorribande durante la seconda guerra punica (219-201 a.C.).
Nel XIII secolo Federico II di Svevia, durante la fase di rafforzamento del territorio, procedette alla creazione o al restauro di una cospicua rete castellare che interessò l'intero Tavoliere, dal Gargano all'Appennino; tra i castelli esistenti in età fridericiana va annoverato quello di Tressanti.
Sempre in epoca sveva, Tressanti contò una delle masserie regie fortificate di Federico II; questi, infatti, elesse il Tavoliere a sua dimora per eccellenza anche per la presenza numerosa di boschi e paludi ideali per la pratica della caccia con il falchetto.
Anticamente una bretella collegava Tressanti all'arteria principale rappresentata dal tratturo Foggia-Ofanto per Cerignola, tracciato, quest'ultimo, di importanza rilevante durante la transumanza. Tressanti stessa, in epoca borbonica sede di una importante masseria di pecore merinos, si trovava sul tratturello Foggia-Tressanti-Barletta, asse commerciale importante in quanto collegava la fiera del capoluogo del Tavoliere con il principale porto commerciale per il traffico della lana, quello di Barletta.
La borgata ha ospitato, inoltre, alcune delle tenute di Ferdinando II.
La storia moderna di Borgo Tressanti comincia con la bonifica in Capitanata negli anni del fascismo, che prevedeva la creazione di un centro urbano dotato di servizi civici, di una chiesa, intitolata a San Giuseppe, e di una scuola con annessa palestra; questa pianta è riscontrabile ancora oggi analizzando la disposizione della piazza principale.
Durante la seconda guerra mondiale, un cunicolo con accesso da Palazzo Bruni, nel borgo medievale di Cerignola, conduceva dalla torre dell'orologio fino a Tressanti.
Il primo marzo 1980 il presidente della Repubblica Sandro Pertini visitò la scuola media di Borgo Tressanti, come ricorda una lapide.

## Termovalorizzatore
A pochi chilometri da Borgo Tressanti in località Paglia, in agro di Manfredonia, è in costruzione dal 2003 un Termovalorizzatore di rifiuti . Le suddette costruzioni andranno a costituire un distretto per il ciclo integrato dei rifiuti.
Il completamento dei lavori sta subendo alcuni ritardi per via delle rimostranze degli agricoltori di Borgo Tressanti e del comitato spontaneo dei cittadini di Cerignola; infatti, sebbene il sito sia localizzato all'interno del territorio comunale sipontino, questo risulta essere molto più vicino alla frazione di Tressanti (da cui dista 5 km), anziché a Manfredonia (da cui dista 30 km).
L'inceneritore è stato attivato nel 2013 dal gruppo Marcegaglia.